# Fleetwood (Engeland)
Fleetwood is een kust-civil parish in het bestuurlijke gebied Wyre, in het Engelse graafschap Lancashire.
De plaats telt 25.939 inwoners. De lokale voetbalclub is Fleetwood Town FC. Het hoofdkantoor van Fisherman's Friend is gevestigd in Fleetwood.
In oktober 2021 werd bekendgemaakt dat Doreen Lofthouse (die in maart 2021 op 91e jarige leeftijd is overleden) een bedrag van GBP 41,4 miljoen heeft nagelaten aan het dorp waar ze is opgegroeid. Het bedrag is bestemd om Fleetwood verder te ontwikkelen en de kwaliteit van het leven in het dorp te verbeteren. Deze donatie staat niet op zich. Sinds de jaren 90 heeft Doreen Lofthouse al miljoenen gestoken in allerlei projecten in Fleetwood. Doreen Lofthouse was de topvrouw van Fisherman's Friend.

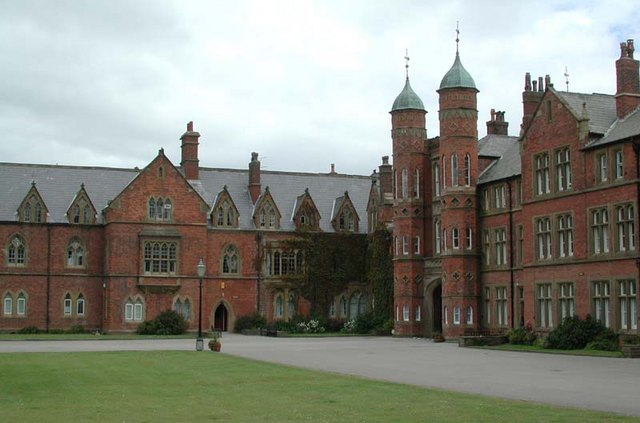
Rossall School
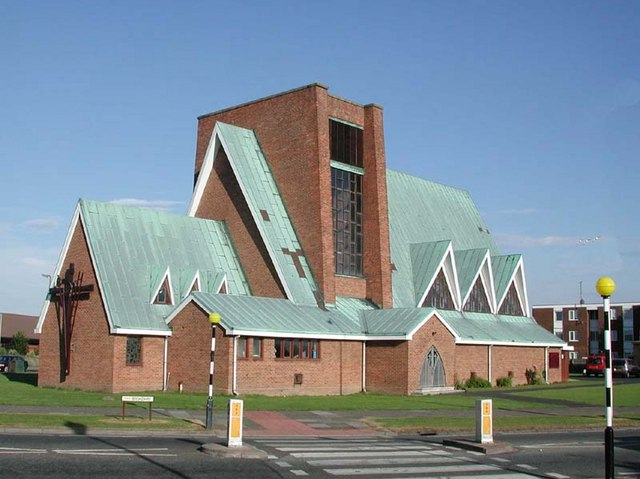
Sint Nicolaaskerk